# Joseph Lasalarie
Joseph Lasalarie (* 11. März 1893 in Marseille; † 5. Juni 1957 ebenda) war ein französischer Politiker. Er war von 1948 bis 1955 Mitglied des Conseil de la République und des daraus hervorgehenden Senats.
Lasalarie studierte Jura, wurde Anwalt und nahm am Ersten Weltkrieg teil. Für seine Verdienste im Krieg erhielt er das Croix de guerre. Er arbeitete fortan als Anwalt und zog 1931 in den Generalrat des Départements Bouches-du-Rhône ein. 1946 wurde er Präsident des Generalrats. Im selben Jahr wurde er zum Ritter der Ehrenlegion ernannt. 1948 gewann er für die SFIO einen Sitz im Conseil de la République. Bei den nächsten Wahlen im Jahr 1955 trat er nicht erneut an. Lasalarie starb 1957.